# MM9
『MM9』（エムエムナイン）は、山本弘による怪獣小説（サイエンス・フィクション（SF）小説）作品、およびそのシリーズ。
本作は東京創元社の『ミステリーズ!』2005年8月号から2006年12月号にかけて連載され、単行本も同社から2007年に刊行された。『SFが読みたい!』2009年版国内編第2位、第29回日本SF大賞候補作品。2010年6月に創元SF文庫で文庫化され、テレビドラマ版の放送開始と同じ7月7日にiPad版電子書籍の配信が開始された。
本作は、怪獣が実在する世界を舞台に、その被害を自然災害として立ち向かう気象庁の気象庁特異生物対策部（以下：気特対）の職員たちの活躍を描いているが、直接対決ではなく、怪獣の早期発見と能力や行動の分析が物語の主軸に据えられており、怪獣と直接戦う自衛隊が彼らの作戦活動を展開するという設定である。

## 派生作品
2009年1月ごろ、アニメ監督・片渕須直（『この世界の片隅に』『BLACK LAGOON』など）によるアニメ化の企画があったが、凍結中である。全26話予定で、このとき用意されたアニメオリジナルエピソードが、『MM9―invasion―』と『トワイライト・テールズ』に再利用された。
2010年2月から2011年2月まで、同社のウェブマガジン『Webミステリーズ!』上で本編の続編『MM9―invasion―』が隔月連載された。連載終了翌々月の2011年4月から2012年8月まで、同誌上で、第2部『MM9―destruction―』が隔月連載された。1話完結の本編と異なり、『invasion』『destruction』それぞれで1つの話である。『MM9―invasion―』は2011年7月に単行本化された。『MM9―destruction―』は2013年5月に単行本化された。
2010年7月から10月まで、テレビドラマ『MM9-MONSTER MAGNITUDE-』が放送された。設定・登場人物は一部変更、エピソードは全てドラマオリジナル。
2010年8月から2011年2月まで、角川書店『ザ・スニーカー』で背景世界を共有した番外編の連作短編『MM9 怪獣がいる風景』が連載。2011年11月に、書き下ろし短編を加えて角川書店から『トワイライト・テールズ』と改題して単行本が刊行された。
2012年には、アメリカ・Vizmedia社の日本SF翻訳レーベルHAIKASORUから英訳版『MM9』が刊行された。

## 作品一覧
| タイトル                        | サブタイトル       | 主な怪獣                                                           | 初出誌           | 初出年月                | 作中年       |
| ------------------------------- | ------------------ | ------------------------------------------------------------------ | ---------------- | ----------------------- | ------------ |
| MM9                             | 緊急! 怪獣警報発令 | シークラウド                                                       | ミステリーズ!    | 2005年08月              | 2005年       |
| MM9                             | 危険! 少女逃亡中   | ヒメ                                                               | ミステリーズ!    | 2005年12月              | 2005年       |
| MM9                             | 脅威! 飛行怪獣襲来 | グロウバット                                                       | 単行本書き下ろし | 2007年12月              | 2006年       |
| MM9                             | 密着! 気特対24時   | メガドレイク                                                       | ミステリーズ!    | 2006年04月              | 2006年       |
| MM9                             | 出現! 黙示録大怪獣 | クトウリュウ                                                       | ミステリーズ!    | 2006年08月・12月        | 2006年       |
| MM9―invasion―                   |                    | ガラスネーク ゼロケルビン                                          | Webミステリーズ! | 2010年02月〜 2011年02月 | 2012年       |
| MM9-MONSTER MAGNITUDE- （参考） |                    |                                                                    |                  | 2010年07月〜 2010年09月 | 不明（現代） |
| トワイライト・テールズ          | 生と死のはざまで   | ガイバーン                                                         | ザ・スニーカー   | 2010年10月              | 不明（現代） |
| トワイライト・テールズ          | 夏と少女と怪獣と   | ガーディ                                                           | ザ・スニーカー   | 2010年12月              | 2004年       |
| トワイライト・テールズ          | 怪獣神様           | ゼオー                                                             | ザ・スニーカー   | 2011年02月・04月        | 2011年       |
| トワイライト・テールズ          | 怪獣無法地帯       | ンボンガ ヤミール                                                  | 単行本書き下ろし | 2011年11月              | 1968年       |
| MM9―destruction―                |                    | アブソーラス ゴウキング メカモグラ ガラコブラ ギガント ゴス カガミ | Webミステリーズ! | 2011年04月〜 2012年08月 | 2012年       |

## 特徴
本作品の舞台となっているのは、現実の地球によく似ているが、いわゆる「怪獣」が実在し、その被害が自然災害として気象庁の災害対策の管轄になっているという世界である。作品世界の中では「怪獣災害」には普通の人間が対処しなければならない。そのため主役となるのは気象庁の職員であり、その仕事内容は自衛隊のように直接怪獣と戦うのではなく、怪獣の早期発見と能力や行動の分析が主軸となっているのも特徴である。
一方、『MM9―invasion―』『MM9―destruction―』では、本編で登場したヒメに精神生命体ジェミーが憑依することで、ヒメがウルトラマン的な役割を担い、彼女が戦いの中心となる。
そもそも、自重を支えられないはずの巨体や異常な攻撃能力を持つ「怪獣」が科学的にありえないという指摘は、本作品以前から『空想科学読本』などで行われていた。結果的に、怪獣を主題として扱ったSF小説は少なかったのである。本作品はこの問題に対するひとつの回答として、「多重人間原理」という架空の理論を掲げ、科学的にありえないはずの怪獣が大暴れする世界に合理的な説明をつけている。またこの理論は、怪獣の実在する世界に対するもう一つの疑問、すなわち「怪獣という現実と大きく異なる要素を持つ世界が、なぜ現実世界とほぼ等しい文化・文明を持っているのか？」という点についても本編中で回答を示している。
本作品の根幹には、過去の特撮作品に対するオマージュがある。例として、作中世界で1923年に起こったとされる「関東大怪獣災害」が、映画『ゴジラ』をモデルとしていることは、作者自身が自サイトの宣伝ページで語っている。作中で言及される他の「過去の怪獣災害」も、モデルとなる映画が存在しているが、これらは単なる過去作品への敬意というだけでなく、物語としても意味があるということが作中で明かされる。
なお、本作品第1話に登場する怪獣の正体が、同じころに発表された有川浩『海の底』と似通っており、作者の山本自身がネタにしている（そして、『海の底』の方が面白いと自嘲している）。2009年に山本が有川の『レインツリーの国』文庫版で解説を担当した際にもこの話題に触れている。また、『海の底』文庫版で解説を担当した大森望もこの話題に触れ、山本の発言を「同業者から贈られる最大の賛辞」と評している。

## 登場怪獣
「怪獣○号」、「固有名」については#用語 を参照。なお、作中では実際に登場した怪獣の他にも「過去に出現した怪獣」として名前や存在のみが挙がる怪獣が多くあるが、それらの怪獣は基本的に過去の特撮作品などに登場した怪獣のオマージュとなっている。
外国の怪獣など、気象庁による番号や固有名が付いていない怪獣は、作中で主に使われた呼び名を載せる。

### 『MM9』
怪獣3号 固有名「シークラウド」
第一話「緊急! 怪獣警報発令」（ミステリーズ! Vol.12 2005年8月初出）に登場。
小笠原沖に出現。海上自衛隊のはるしお型潜水艦「あましお」（SS-571）と接触、緊急浮上させた後、関東方面へと向けて海中を移動。初見ではMM8クラス、体長40メートルから50メートルと推測。最終的にはMM8.7、3000トン、体長約100メートル程度。最初はシーサーペントの類と誤認されていたが、実体は1メートル程度の新種のウチワエビが何十万も群生し、複数のベルトコンベアーの層のように行動して水を掻き、推進力を得る群体怪獣であった。アクティブ・ソナーの音波に反応し、誘導される性質がある。最終的にはソナーによって日本海溝の真上に誘導され、こんごう型護衛艦「はくば」やはるな型護衛艦「すずか」などの護衛艦8隻によるVLアスロックの集中砲撃により撃破。
怪獣6号 固有名「ヒメ」
第二話「危険! 少女逃亡中」（ミステリーズ! Vol.14 2005年12月初出）に登場。
岐阜市に出現。MM4.6、96トン、体長20メートル。ただし、自身の大きさを変える能力を持つため、一部の場面では人間程度の大きさで登場する。伊豆野らは「Χ」と呼称している。伊豆野が名づけた「ヒメ」が、固有名に採用された。案野悠里はこの名から彼女の正体を推理していたが、その推測は『―destruction―』で覆される。
外見は10歳程度の人間の少女そのものだが、それを14倍に巨大化した怪獣。青白い光の粒子を攻撃手段や防御手段として用いる。伊豆野の所属するカルト集団CCI（創造的宇宙論研究所）が身体の大きさを固定する拘束具を付けた状態で保有していたが、逃げられてしまう。藤澤さくらの決死の説得中に、何者かがライフルや対戦車ミサイルを撃ったのでその人物を攻撃したため、やむを得ず自衛隊員により84mm無反動砲を撃ちこまれて腹部を負傷。そのまま通常の少女と同サイズの140センチに収縮し、つくばの気象研究所にて保護観察の身に置かれた。本作品の重要なキャラクターの一つであり、後の話にもメインキャラの一人として登場する。全裸であるため、ニュースのテレビ中継では児童ポルノ禁止法を考慮してモザイクがかけられている。
『―invasion―』『―destruction―』でもメインキャラクターとして登場している。『―invasion―』ではクリプトビオシスによる仮死状態だったが、ジェミーが寄生したことで、活動を再開した。ジェミーにより潜在能力を解放され、40メートルまで巨大化できるようになった。
怪獣1号 固有名「グロウバット」
第三話「脅威! 飛行怪獣襲来」（単行本書き下ろし）に登場。
セネガルにて出現し、ロシア・中国を経由して日本へと飛来した。MM1.5と推測。蝙蝠型の怪獣で、長い首と猿や河童のような顔を持つ。アフリカで目撃されているというUMA「ジーナ・フォイロ」(Guiafairo)と同一の存在。体内に放射性物質を持ち、夜間には放射性物質の反応によって体が発光する。「ある目的」を持って海外よりユーラシア大陸を縦断し日本に飛来。長野県から群馬県の上空で陸上自衛隊のAH-64Dや気特対機動班を同乗させたOH-6Dとスカイチェイスを行った後、その「目的地」にあった「ある物」で閉所へとおびき寄せ、動きが止まったところで大量の液体窒素を注入し凍結・窒息死。放射性物質の拡散を防ぐため、コンクリートで遮蔽される。
怪獣5号 固有名「メガドレイク」
第四話「密着! 気特対24時」（ミステリーズ!Vol.16 2006年4月初出）に登場。
吹田市の公園に出現。地上部と地下部合わせてMM6と推測。植物型怪獣。地上部の全高は5メートルほどだったが、約7メートルまで急激に成長した。地上部と地下部を合わせた全高は20メートル以上で、地下部の体積が地上部の20倍を占める。違法に持ち込まれ公園に植えられたマンドレイクが巨大化したもので、葉によって構成されるパラボラを用いて、頭部状のつぼみから発する音波をビームにして発射する能力を持つ。また、視覚が無いため周囲の認識も音で行っている。気特対到着時には公園と地下の駐車場を占拠しており、初期は甲高い音を時折発生させるに止まっていたが、成長したメガドレイクから発せられた音波ビームにより、地域の建物に甚大な被害が及ぶ。陸自のカールグスタフやキャリバー50などによりせん滅。
劇中ではヴィジュアルは公開されていないが、作者のサイトにて作者自身の手によるデザイン画が公開されている。
怪獣7号 固有名「クトウリュウ」
第五話「出現! 黙示録大怪獣」（ミステリーズ! Vol.18 2006年8月、Vol.20 12月初出）に登場。
瀬戸内海直島諸島荒神島に出現。発見当初はクリプトビオシス状態で地中に埋まっていたが、覚醒後、むらさめ型護衛艦「ひさめ」「しぐれ」と航空自衛隊のF-15J2機を破壊し、海中を泳いでポートアイランドへ移動し、神戸ポートピアランドに上陸した。MM9。覚醒時の体長140メートル、5000トンと推定。水中速度は20km/h以上。気象庁観測史上最大の怪獣であり、8つの頭を持つ龍の背中に女性の上半身が乗ったキメラ（九頭龍）のような姿を持つ。体は赤い鱗に覆われており、女性の頭部には角を、背中にはコウモリのような小型の翼を生やしている。攻撃手段として龍の首から発せられる光線の他、自らを中心に半径約5キロの範囲を神話宇宙（後述）とする「神話フィールド」を発することが可能。この神話フィールド内では電子機器などは作動せず、それに伴って近代兵器も運用することが不可能になる。
その正体は、現在伝わる神話が生まれる以前の神話の世界に生息した、「旧支配者」と呼ばれる多頭龍の女神の一柱で、同じ種族の存在に大淫婦バビロンやヤマタノオロチ、ティアマト、ヒュドラ、デルピュネー、テュポーンなどがある。固有名は伊豆野が語った一族の伝承から取られた物であり、伊豆野らCCIのメンバーは「1（ワン）」とも呼称していた。本怪獣の登場には伊豆野がかかわっており、覚醒前の初期段階での気特対の対応を妨害し、彼の言う「神話の再現」が行われることになる。本作品の重要なキャラクターの一つ。
デザインイメージとなったのはキングギドラ。

### 『MM9―invasion―』
怪獣5号 固有名「ガラスネーク」
第一話「眠る少女」に登場。
霞ヶ浦総合公園の池に出現。MMは不明。全長は約100メートル。ナメクジのような皮膚と蛇のような胴体を持つ宇宙怪獣で、CCIに協力するチルゾギーニャ遊星人によって地球に送り込まれた。目は存在せず、頭部のアンテナ状の器官をレーダーのように用いて外界の状況を確認する。火球の状態で地球に飛来し、ヒメを輸送していた陸自のCH-47Jを撃墜した後池に潜伏、最終的には巨大化したヒメと交戦して倒された。
怪獣6号 固有名「ゼロケルビン」
第五話「怪獣警報」、第六話「白い脅威」、第七話「最終防衛戦」に登場。
チルゾギーニャ遊星人が送り込んだ2体目の宇宙怪獣。MM8〜9、全長50メートル以上と推定。直立したエイのような姿をしており、体の頂部に位置する顔には口とクワガタムシのような大あごを有している。背中の器官を用いて飛行することも可能。ガラスネーク同様目は無く、電波で外界の情報を得ている。体から先進波のマイクロ波を発しており、周囲の水分子の振動を抑えて凍結させてしまう。また、先進波が通常の電波を吸収してしまうためレーダーには映らず、ゼロケルビンの近くでは通信機器や兵器の誘導装置も作動しない。攻撃手段は口から発射する先進波を用いた冷凍メーザー。
黒い殻に覆われた状態で、東京スカイツリーから発せられる誘導電波に導かれて宇宙空間から大気圏に突入し、スカイツリーと接触した後隅田川に落下した。その後、覚醒しヒメや航空自衛隊・陸上自衛隊の航空部隊と戦闘しながら秋葉原などを経由し皇居内へと移動、そこで最後の戦いが行われた。
『―invasion―』では固有名が命名されず、続編の『―destruction―』連載第1回にて初めて明かされた。

### 『MM9―destruction―』
怪獣7号 固有名「アブソーラス」
第三話「消された時間」、第四話「ヒメの告白」、第六話「黒い巨像」に登場。
5体が関東地方から1000kmの距離をとり、稚内、ロシアのナホトカ、韓国の慶州、屋久島、西ノ島に出現した透明のクラゲ型宇宙怪獣。シリカエアロゲルで構成された一種のケイ素生物で、人間の血を吸う。それぞれがMM1で、全長は4メートル以上。時速1200kmで飛行し、各地で吸血による被害を引き起こした後、5体全てが茨城県東海村に向かった。
怪獣8号 固有名「ゴウキング」
第五話「異星人襲来」、第六話「黒い巨像」に登場。
東海村に海から出現。それぞれ形状の異なる幅20メートルほどの5体のUFO型宇宙怪獣で、5体が合体してドーム状の頭部を持つ巨大ロボット型になる。ロボット形態での身長は25メートル。この能力を生かし、分離合体を臨機応変に行う戦法を取るが、ロボット形態での可動性は関節に制約があるため低い。武器として頭部・胴体・両腕・両膝からビームを発射する。このビームはUFO形態でも発射可能。また、ロボット形態では「ゴワジヴァ、ゴワジヴァ」といった駆動音を立てる。
気特対は確認当初はアブソーラスと混同していたが、アブソーラスとは異なり、金属質の外見を持つ。
怪獣9号 固有名「メカモグラ」
第八話「怪獣神降臨」、第九話「光の女神」に登場。
茨城県ひたちなか市の国営ひたち海浜公園に出現。地中から現れたが、事前に約600メートルほどの地底に潜伏していた宇宙怪獣であり、移動痕跡が地震として観測されていた。
MM8、高さ20メートル（戦車形態）〜50メートル（四足形態）。出現時は下半身がムカデのような多脚戦車、上半身が恐竜型の怪獣だったが、下半身をケンタウロスのような4足型に変形させることが可能。頭部にはドリルのような円錐型の口と一対の細長い目を有する。武器として、前足付近から曳光弾状の弾体を発射可能だが、これの威力は低く、地球の戦車砲と同程度の模様。
怪獣10号 固有名「ガラコブラ」
第八話「怪獣神降臨」、第九話「光の女神」に登場。
ひたち海浜公園に降下した宇宙怪獣。MM8。円盤形態から怪獣形態に変形可能。怪獣形態の形状はガラスネークに似た蛇状だが、大きさはガラスネークの二倍ほどで、胴体に三対の鰭のような物を有し、頭部がコブラのような形状になっているなどの相違点がある。体色は赤。武器は尻尾の先端から発射される黄色のビーム。
怪獣11号 固有名「ギガント」
第八話「怪獣神降臨」、第九話「光の女神」に登場。
チルゾギーニャ遊星人の神話に語られる「怪獣神」で、空間に現れた亀裂を通ってひたち海浜公園に出現した。他の星の女神に強制的に自らの子供を生ませることによってその星の神話体系を乗っ取り、一族を増やしていく。
MM8〜9、身長60メートル。外見は地球の二足歩行怪獣に似るが、全身が金属光沢に覆われており、全身にトゲを生やしている。頭部には一対の角と二つの複眼が融合したサングラス状の目、歯のついた嘴を持つ。武器として右手に鎌状の刃物、左手にジェット推進で放たれるトゲ付きの鉄球を備えている他、頭部の角から紫色のビームや、攻撃を無効化する円筒型のバリヤーを発生させる。また、クトウリュウと同様に、半径1km以上の範囲を神話宇宙にする能力を持つ。
怪獣12号 固有名「ゴズ」
第八話「怪獣神降臨」、第九話「光の女神」に登場。
1923年の関東大怪獣災害をもたらした怪獣と同一個体で、牛頭天王とも同一。古代から日本を守る神であり、普段はクリプトビオシス状態でジョンストン島沖の海底に眠っている。黒っぽい皮膚と水牛のような2本の長い角を持ち、口から赤色の熱線を吐く。
過去作品でも普及されていたが、本作品で初めて本編に登場した。特徴でも述べられている通り、モデルとなったのはゴジラ。なお、本編に登場した怪獣の中で唯一、明確にモデルとなった怪獣が語られている怪獣である。
怪獣13号 固有名「カガミ」
第九話「光の女神」に登場。
1995年の怪獣ミラと同一個体。古代から日本を守る神「カガミ様」で、飛明神とも同一。ゴス同様、普段はクリプトビオシス状態で東シナ海の海底に眠っている。また、八咫鏡はこの怪獣の姿をかたどったものとされている。「カガ」は蛇の意。
MM8。飛行時はリング型だが、地上に降りると、恐竜ガストニアの首を、ヘビクビガメの首のように長くしたような体型となる。背中にはトゲの生えた甲羅を持っている。飛行速度はマッハ3で、リング状の光でヘリコプターのように揚力と推進力を発生させている。武器は口から放つ青色の粒子ビーム。
メドゥサ・アンドロメダ
第九話「光の女神」に登場。
ヒメが羽化し成体となった姿。「メドゥサ・アンドロメダ」は伊豆野による呼び名で、「世界最古の女神」の名とされる。ギリシア神話のメドゥーサとアンドロメダは、「メドゥサ・アンドロメダ」の伝説が二つに分離した物であるという。
身長は、ジェミーにより巨大化したヒメと同じ40メートルだが、体型は成人女性のもの。目には白目が存在しない。アテナの盾「アイギス」を使い、敵を石化させる。また、七色の粒子で構成される翼を用いた飛行も可能。人間のような感情は失われているようだが、ヒメだったころの記憶は残っている。

### 『トワイライト・テールズ』
怪獣9号 固有名「ガイバーン」
第一話「生と死のはざまで」(『ザ・スニーカー』2010年10月号初出) に登場。
ある県（県名不明）に出現。MM7.6、1100トン相当の体積（1100m3）、全長は60メートル以上。前脚が変化した翼を持つ、有翼のドラゴン型の怪獣で、中世ヨーロッパに生息していたドラゴンやワイバーンの近縁種と推測されている。全身がエメラルドグリーンの鱗で覆われており、頭部には三本の角を、背中には背びれを有している。また、尻尾の先端にはスパイクがあり、戦闘時にはこれを武器にするものと思われる。攻撃を受けて地上に墜落した際に翼が折れた後、倒壊したショッピングセンターを占拠していたが、主人公による89式小銃の射撃によって目を潰された後、陸自の90式戦車やAH-1S、99式自走155mmりゅう弾砲や203mm自走りゅう弾砲などの一斉射撃によって倒された。
ガーディ
第二話「夏と少女と怪獣と」(『ザ・スニーカー』2010年12月号初出) に登場。
アメリカ合衆国モンタナ州のフラットヘッド湖に、7年に1度出現する。MM3、16トン相当（16m3）。人間を襲うことがないため、保護動物に指定されている。恐竜の生き残りと思われ、形状はハドロサウルス科の恐竜アナトティタンに類似しているが、水中生活に適応しており、ビーバー状の尾で水中を泳ぐ。7年に1度しか出現しないのは、7年周期でクリプトビオシスを繰り返しているためだと推測されている。主人公とヒロインは、主人公の祖父が合成したガーディの鳴き声でガーディを呼び出そうとする。
物語中ではもっぱら、主人公の祖父が名づけた「ガーディ」で呼ばれる。他に「フラットヘッド湖の怪獣」「モンタナ・ネッシー」「フラットヘッド・レイク・モンスター」「ハーキンマー」の名が現れる。
現実に目撃報告のあるUMAである。元のプロットでは池田湖のイッシーだった。作者によるとレイ・ブラッドベリの作品を意識した怪獣であるという。
ゼオー
第三話「怪獣神様」(『ザ・スニーカー』2011年2月号・4月号初出) に登場。
タイ北部ウッタラディット県のシリキット湖に出現。竜のような首と頭を持つ直立二足歩行する怪獣で、光背のような翼状の器官とトゲのついた2本の尾を有している。MM8級、身長は50メートルに達する。足跡はV字型で、長さは7.2メートル。高い知性を有しているが、寿命が非常に長いため、タイムスケールは人間と異なる。翼状の器官は大気・水・大地を操る能力を持つ物で、直径約200メートルの巨大竜巻を発生させる、広範囲に渡って重力の働く向きを変化させる、などの攻撃を行うこともできる。また、青く光る球体となって飛行することも可能。
元は惑星ボラージュの神だったが、ボラージュ人の文明の進歩と共に信仰を失っていった後、ボラージュ人が作り出した最終兵器によってボラージュが滅んだ後、クリプトビオシス状態で宇宙を放浪した果てに、ボラージュに似た環境を持つ地球に降りてきた。性質は温和で、タイ人の少女シリヤムとテレパシーで会話し、交流を深めていたが、怪獣災害を恐れたタイ軍は総攻撃を加えた。
物語中ではもっぱら、自称の「ゼオー」で呼ばれる。タイ気象庁による固有名は「ラマスーン」（雷の神）。
作者によると「怪獣神様」のストーリーは、平成版「怪獣使いと少年」や怪獣版『シベールの日曜日』を目指したものだという。
ングマ・モネネ
第四話「怪獣無法地帯」(単行本書き下ろし) に登場。
1968年3月、コンゴ共和国リクアラ地方に出現したが、現地では古くから知られた怪獣のようである。半身だけで長さ10メートル以上あるトカゲ・ワニ型の怪獣で、首は通常のトカゲ類のものより長い。普段は水中で生活しており、目は余り良くない。
実際に目撃報告のあるUMAである。
ンボンガ
第四話「怪獣無法地帯」に登場。
コンゴ共和国リクアラ地方に棲息する、類人猿型の怪獣。雑食性で、全身が黒い体毛で覆われており、顔も黒い。MMは不明だが、高さは人間の3倍。12年間、マリオン・ヤングに飼われており、マリオンの命令にはよく従う。1902年にコンゴ民主共和国のボンドー地方で目撃されたボンドー・ミステリー・エイプと同種、あるいは突然変異体かもしれないと、マリオンは推測している。
オリティアウ
第四話「怪獣無法地帯」に登場。
目撃されたのみ。翼端長12フィート（3.7メートル）のプテロダクティルス型怪獣。魚食性で、普段はカメルーンの山岳地帯に生息している。かつてイギリスの動物学者が襲われたことがあったらしい。
実際に目撃報告があるUMAである。
ムビエル・ムビエル・ムビエル
第四話「怪獣無法地帯」に登場。
目撃されたのみ。高さ3メートルの、四足歩行の怪獣。ステゴサウルスのような背びれをもつ。普段は川の中にいて、背びれしか見えない。
実際に目撃報告があるUMAである。
ムリロ
第四話「怪獣無法地帯」に登場。
リクアラ地方に生息している巨大なナメクジ。大きさは幼稚園児ほど。草食性の無害な生物だが、生命力は極めて高い。リクアラ地方では頻繁に目撃されている模様。
実際に目撃報告があるUMAである。なお、劇中では怪獣だと明言されているわけではなく、MMも不明。
チバ・フーフィー
第四話「怪獣無法地帯」に登場。
コンゴの密林に生息する、巨大な蜘蛛。胴体だけで人間の胴ほどの大きさがあり、足を広げた幅は1メートル半ほど。毒を持つ牙を有している。なお、劇中では怪獣だと明言されているわけではなく、MMも不明。
ヤミール
第四話「怪獣無法地帯」に登場。
リクアラ地方・ンドキ川の上流に位置する「タタラジの森」に出現した、直立二足歩行をする一種の宇宙怪獣。原住民であるアカ族からは「アッガス・グウェロ・ニィ」（アカ族の伝説に登場する悪霊の名）と呼ばれている。
MMは3級で、全長はンボンガの倍近い。下半身は人型に近いが、胸と肩が肥大化し、単眼の頭がその中に埋もれている。全身は灰色の外皮に覆われており、所々に赤い体毛が生えている。武器として、普段は膨れ上がった腹の中に収納している長さ20メートルほどの腸を、触手のように使用する。また、この腸は捕食器官も兼ねているようで、食事は腹の亀裂から直接行う。
元は月の裏側の探査を任務としていたソ連の宇宙船「ゾンド4号」に乗船していた、ヤミール・ドブロボリスキーという宇宙飛行士だったが、ゾンド4号がバン・アレン帯を抜けた直後に、イオンやプラズマで構成されていると思われる謎の宇宙生物に、地球の環境に耐えるための「宇宙服」として寄生され、肉体を変異させられた。その後、同乗していた宇宙飛行士2名を捕食した後、コンゴへ不時着。付近の動物を捕食してさらに巨大化させられ、巨大怪獣となった。
形状は、第一次怪獣ブームのころにヨコプロという会社が制作していた怪獣カードの一つに登場する「大怪獣アカスケロニ」をモデルとしている。

### 過去の怪獣
イブ
MM6。龍のような形状をした怪獣で、1962年にバルト海に出現し、150人を殺害した。名称は発見者の名前から取られた物である。元ネタは『冷凍凶獣の惨殺』に登場したレプティリカス。
ユージン
MM8。爬虫類型の怪獣で、1952年にアイルランド沖に出現し、見世物にされていた子供を取り戻すべくロンドンを襲撃してビッグベンやタワーブリッジを破壊し、死者4000人を出す20世紀ヨーロッパ最大の怪獣災害を引き起こした。元ネタは『怪獣ゴルゴ』に登場したゴルゴ。
レイ
MM5。爬虫類型の怪獣で、1953年にアメリカ東海岸に襲来し、最終的には米軍によって古い遊園地に誘導され、ナパーム弾攻撃によって倒された。元ネタは『原子怪獣現わる』に登場したリドサウルス。
グレン
MM4.7。巨人型の怪獣で、1957年にネバダ砂漠に出現した。米軍による人体実験によって誕生したものと言われており、そのためか米軍によって記録された映像は未だ開示されていない。元ネタは『戦慄！プルトニウム人間』に登場したグレン・マニング中佐。
アリソン
巨人型の怪獣で、MMは不明。映像が撮影される前に死亡した。元ネタは『妖怪巨大女』に登場したナンシー・アーチャー。
アーノルド
巨大なタランチュラのような姿をした怪獣、MMは不明。グレンと同様に軍の巨大化実験の実験体が逃亡した物であるという。元ネタは『世紀の怪物 タランチュラの襲撃』に登場したタランチュラ。
ニワヒ
イースター島に生息していた怪獣。MMは不明。1969年に日本万国博覧会の展示品として日本に持ち込まれていた石像を追って日本に上陸した。元ネタは『ガメラ対大魔獣ジャイガー』に登場したジャイガー。
アザラス
MM7。南極に住むゾウアザラシのような顔の冷凍怪獣。1960年代に昭和基地の観測隊が目撃したが、写真やその後の目撃情報が無いため、現在では存在が疑問視されている。
ネイサン
1957年に出現したカマキリ型怪獣。MMは不明。
怪獣1号 固有名「アギャーラ」
羽毛の無い大きな翼と歯を持つ飛行怪獣で、固有名はスペイン語で「鷲」。MMは8級で、残されたDNAを鑑定した結果、爬虫類や鳥類ではない「怪獣類」としか分類できない生物であることが判明した。
1995年1月6日、怪獣2号「ミラ」と共に淡路島上空に出現。自衛隊の対応が遅れる中、ミラと戦いつつ神戸市・尼崎市・宝塚市・西宮市・芦屋市などを蹂躙し、阪神地区に大規模な怪獣災害をもたらしたのち、ミラに倒された。この二体による被害者は神戸市のみで4000名にものぼる。
この怪獣災害は現実世界の阪神・淡路大震災にあたる。『MM9』から言及はされており、『―destruction―』にて初めて固有名が明かされた。なお、テレビドラマ版で同様の怪獣災害を引き起こしたとされる「スカイウォーカー」との関連性は不明。
怪獣2号 固有名「ミラ」
過去の怪獣として言及。光のリングを纏った飛行怪獣で、目撃者の証言によると、蛇のような首を有しているという。火炎攻撃を行う能力を持つ。固有名はラテン語で「不思議なもの」。
1995年1月6日に怪獣1号「アギャーラ」と共に阪神地区に出現。阪神地区を蹂躙しながらアギャーラと交戦し、アギャーラを倒したのち逃げ去った。
その他の詳細は上記の「怪獣13号 固有名「カガミ」」の項を参照のこと。
この他にも名称不明の怪獣が複数普及されている他、かつて出現した牛御前や神社姫などの大型の妖怪や、モケーレ・ムベンベなどのUMAも怪獣に分類されている。

## 主な登場人物

### 『MM9』
灰田 涼（はいだ りょう）
本作品の主人公。気特対の「機動班」に所属する青年。現在の職務については特に使命感があるわけではなく、怪獣殺害を躊躇うことがない極めてドライな人物。公務員という職業と人事異動の結果に過ぎないと公言しているが、いざ怪獣が出現すれば実直に立ち向かい、また強い信念を垣間見せることも。休暇を描写された数少ない人物で美人の博物館員の恋人がいる。
室町 洋二郎（むろまち ようじろう）
気特対機動班チーフ。行動的で体格がよいだけでなく、各種学問の知識にも通じ、20年以上も気特対で怪獣対策に関わってきたエキスパート。
久里浜 祥一（くりはま しょういち）
気特対部長。望んで今の職に就いたわけではなく、プレッシャーの多い立場ゆえに胃腸薬が欠かせない生活を送っている。怪獣の命名は彼が担っている。
案野 悠里（あんの ゆり）
気特対に所属する宇宙物理学者。宇宙物理学と人間原理が怪獣の謎を解く鍵であると確信し、大学助教授の地位を辞して気特対に入った。小学生の息子がいる。次回作でも主要人物として登場する。
藤澤 さくら（ふじさわ さくら）
気特対機動班メンバーの一人。採用から二年目の若手で、主に運転と輸送を担当している。神戸大怪獣災害をきっかけに現在の職場を志望しており、使命感は強いが涼と違って怪獣や事件当事者に対して良くも悪くも必要以上に感情移入してしまう。また『―invasion―』では婚期を逃しかけていることに危機感を覚えている描写もある。四輪・二輪での無茶な行動も多い。
伊豆野 幹生（いずの みきお）
かつて悠里の父親に師事していた宇宙物理学者。カルト団体「創造的宇宙論研究所」(CCI) を隠れ蓑に、怪獣絡みで暗躍する。
小出 朝也
気特対メンバー。
淡島 貴市
気特対メンバー。
稲本 昭彦（いなもと あきひこ）
気象大学校で教える怪獣学者。

### 『MM9―invasion―』『MM9―destruction―』
怪獣7号の事件（本編ラスト）より6年後が舞台である。本編からは気特対メンバーや伊豆野が登場する。
案野 一騎（あんの いっき）
案野悠里の息子である15歳の少年。小学5年生のころ、気象研究所のある筑波に引っ越す。気特対のメンバーとも旧知の仲である。気象研究所に遊びに行った帰り、不思議な少女の声が聞こえるようになる。同年代の少女の裸体にどぎまぎするごく普通の少年だが、緊急時の行動力は非常に高い。
酒井田 亜紀子（さかいだ あきこ）
一騎のガールフレンド。同級生。一騎に対しその気があるような無いような微妙な態度を見せる。恋に恋するお年頃。
恒点観測員774号 / ジェミー / ヒメ
300万光年先から来訪した、外惑星の知的生命体ジェミーの1人。『invasion』『destruction』のほとんどで、前作のキーパーソンであるヒメに寄生している。名前はあるが地球人には発音できず、作中での呼び名は「ヒメ」「ジェミー」「恒点観測員」。
およそ2万歳で、職務経験は800年ほど。本来は人間的な感情・知覚を有さないが、ヒメと融合したことで非常に感情豊かでお茶目な人物となっている。地球文化に非常に強い興味を抱き、様々なものを見ては驚いている。脳波が適合したためかテレパシーの通じる一騎に好意を持っているが、本人いわく恋愛感情ではない模様。
真樹（まき）
創造的宇宙論研究所 (CCI) のメンバーで、妖怪。「真樹」はおそらく姓。チルゾギーニャ遊星人と手を組み、宇宙怪獣を呼び寄せて怪獣災害を起こそうとする。妖怪の姿は、翼と嘴を持ち飛行可能。
御星 ひかる（みほし ひかる）
東海村のJ-PARCに近接する神社の巫女。大正時代に恒点観測員774号が地球を訪れたときの憑依先。実年齢不詳で、古代の神カガミ様（のちの怪獣13号カガミ）への人身御供となることで歳をとらなくなり、今も外見は10代半ば。
新堂 陽介（しんどう ようすけ）
警視庁警備部警備課の巡査部長。ひかるの神社の警備に携わっている。

### 『トワイライト・テールズ』
短編集のため、1冊を通した登場人物はいないが、2編に気特対メンバーが登場する。
- 「生と死のはざまで」には、室町と久里浜がカメオ的に端役で登場。時期は不明だが、肩書きは本編・『invasion』と同じ。
- 「怪獣神様」には、灰田と藤澤が脇役で登場。『invasion』の前年[5]。

## 宇宙人
いずれも『MM9―invasion―』からの登場ないし言及。ビッグバン宇宙の宇宙人には恒星間旅行に必要な超光速飛行が不可能なため、地球を訪れる宇宙人はいずれも物理法則に拘束されない神話宇宙の宇宙人である。
ジェミー
登場人物としてのジェミー（の1人）については#恒点観測員774号を参照。
地球から300万光年離れたガス状星雲「ジェム」に生息し、宇宙の正義と平和のために戦っている、知的地球外生命体。近隣の遊星に住む種族からは「ジェミー」（現地語で「光輝く」の意。ジェム・イー・ルゥ・パートゥの略で、こちらは「輝く王国に住むもの」）と呼ばれている。地球生物とは根本的に異なる生物であるため、他の惑星の知的生物とコンタクトを取るには現地生物に憑依する必要がある。また、憑依やテレパシー、漠然とした未来予知など、多数の超能力を持つ。
その1人である恒点観測員774号いわく、「五つの島宇宙で最も高度な知的生命体」で、「第四段階の超越的知性」を持ち、「半径四百万光年内の七千五百億の恒星」を所有あるいは管理しているらしい（恒星に関しては一騎に遮られており詳細不明）。また、「遊星上にとどまりその星の進歩を監視する職員」として恒点観測員が775名存在する。
また、彼らいわく地球人のような物質文明を形成する物質的発展を遂げる知的生命体は珍しいらしい。
前作には存在しなかったヒーロー的存在であり、光にまつわる名称、恒点観測員、現地人に憑依、などに円谷プロダクションのウルトラシリーズのオマージュが見られる。
「大侵略」の異星人
1918年5月、地球を侵略した異星人。タコ型で、地球侵略の目的は餌となる人間の血液。南フランスを皮切りに世界各地に金属製の円筒型が降下し、その中から全長30メートルほどの三脚の巨大機械が現れ、人類の兵器を圧倒したが、地球のウイルスに対する免疫が無かったため、インフルエンザ（スペイン風邪）で全滅した。当時は火星から来たと思われていたため火星人と呼ばれており、1970年代にはベガ星人とも呼ばれたが、現在は母星は不明であり、単に異星人と呼ばれている。モデルはH・G・ウェルズの『宇宙戦争』に登場する火星人。
チルゾギーニャ遊星人
地球侵略をもくろむ異星人。恒点観測員774号によると「チルゾギーニャ」の正確な発音は「Chi&%@#a」。黒いガス状の物質で構成されたヒューマノイドで、大きさは長身の人間ほどであり、姿はカマキリなどの昆虫に近い。また、ジェミーと同様に人間などに憑依する能力を持つが、憑依していられる時間は数十分と短い。
怪獣神ギガントを信仰し、機械文明の代わりに怪獣を使役する怪獣文明を持つ。創造的宇宙論研究所 (CCI) には、ビッグバン宇宙の拡大を防ぐのが目的だと語っており、CCIと手を組んで、地球にガラスネーク、ゼロケルビン、アブソーラス、ゴウキング、メカモグラ、ガラコブラ、ギガントを送り込んだ。また、移動手段として全長20メートルほどの円筒形のUFOを使用する他、ミステリーサークル（魔法陣）を用いて怪獣などをワープさせることも出来る。
ミィミア遊星人
名称のみ登場。ビッグバン宇宙の機械を制御する「機械憑依体」という装置（外見は灰色の卵のような形状）を開発した。
ボラージュの人間
かつてゼオーが神だった惑星ボラージュに生息していた知的生命体。尾を持つ爬虫類型の二足歩行生物で、地球の人類に近い歴史を歩んでいた。かつてはゼオーを信仰していたが、文明の進歩や偽りの教義の普及によってゼオーへの信仰心は薄れていき、やがてゼオーを攻撃するまでになった。最終的には鉄より軽い全ての元素に核融合反応を起こさせる最終兵器を戦争に使用し、惑星ボラージュもろとも自滅してしまう。
核兵器やヘリコプターに近い機械などを開発していたことから、人類と同じビッグバン宇宙の存在であると思われる。

## 用語
特異生物
この世界における定義は「種の存続に必要な個体数を満たしていないにもかかわらず、絶滅せずに棲息し続けているもの」と、環境省が定めている。日本では「MM0（1トン未満）」のものを「妖怪」、それを超えると「怪獣」とよび区別している。「妖怪」とされたものは、野生動物と同じ林野庁や環境省が管轄している。西欧の怪獣学会では、これらは区別されず、「モンスター」と呼んでいる。
古来よりの伝記で知られる妖怪や、UMAと呼ばれる存在もこれに含まれるが、実際のところ人間に危害が及ばない限りは通常の野生生物同様、放置されている。むしろ観光資源として地域住民により保護運動が行われているケースもある。人間社会に溶け込んでいる「より知的な妖怪」の存在も否定しきれないが、都市伝説の域を出ない、とするのが一般的な見解である。
また、『MM9―invasion―』『MM9―destruction―』にはいわゆる宇宙人も登場しているが、これは「異星の妖怪」であるとされている。過去に「大侵略」と呼ばれた宇宙人による大規模な侵略があった他、フライング・ヒューマノイドなどの宇宙人による小規模な工作活動が確認されている。
MM（モンスター・マグニチュード）
| MM  | 体積           | 身長      |
| --- | -------------- | --------- |
| MM9 | 4,000～10,000t | 50～68m   |
| MM8 | 1,600～4,000t  | 37～50m   |
| MM7 | 630～1,600t    | 27～37m   |
| MM6 | 250～630t      | 20～27m   |
| MM5 | 100～250t      | 15～20m   |
| MM4 | 40～100t       | 11～15m   |
| MM3 | 16～40t        | 8～11m    |
| MM2 | 6.3～16t       | 5.8～8m   |
| MM1 | 2.5～6.3t      | 4.3～5.8m |
| MM0 | 1～2.5t        | 3.2～4.3m |
怪獣（災害）の規模を便宜的に表す単位。地震に置けるマグニチュードに相当する。アメリカの怪獣学者ガスリーによって19世紀末に制定された。MM0が1トンの水に等しい体積の怪獣を示し、そこから1上がるごとに体積は2.512倍となる。さらにガスリーは怪獣の体積が2.512倍になると人口密集地に及ぼす被害は最大4倍になると唱えたが、近年では兵器や建築技術の進歩によりこの定義は当てはまらなくなってきている。MM8で体積は水重量換算1,600トンから4,000トン相当（二足歩行型の怪獣であれば、身長40メートルから50メートル）になる。物語が始まった時点ではこれより大きいMM9クラスの怪獣は確認されておらず、神話や古伝から推定されるのみであった。
MMごとの身長・体重の目安は右図の通り。
気特対（きとくたい）
正式名は「気象庁特異生物対策部」、本部は千代田区竹橋の気象庁本庁舎内の一フロアにある。略称はMMD（Monsterological Measures Department）。怪獣を観測し、周辺地域への警報発令や怪獣の特性分析を行う。その性質上戦闘能力は持たず、分析に基づく対策法や怪獣の弱点を自衛隊へアドバイスするにとどまっている。1995年の神戸で発生した怪獣1号アギャーラと怪獣2号ミラによる大怪獣災害（実世界の阪神・淡路大震災に相当する）においてその組織的不備が指摘され、より行動的な「機動班（MMD-MOT）」の新設に繋がった。また、気特対の他に気象大学校や気象研究所にも怪獣専門の部署が設けられている。
怪獣の命名も気特対の管轄である。基本的には台風のように、その年の何番目に確認された怪獣かで「怪獣1号」のように番号が振られ、その後に怪獣の特徴を考慮して固有名が付けられる。アメリカでは普通の人名が付けられるが、日本では人名を避けるのが一般的。
他国にも、「怪獣神様」に登場したタイ気象庁の怪獣対策チームなどのような同様の任務を持つ組織が設けられているが、怪獣大国日本の組織である気特対の練度はそれらの中でも高く、気特対職員が技術指導のために発展途上国などへと派遣されることもある。
多重人間原理（たじゅうにんげんげんり）
人間原理をさらに広く考え、異なる認識に基づく異なる世界、異なる物理法則が存在しているとする理論。1983年にイギリスの物理学者アスプリンによって提唱された。これによれば、科学的に認識される「ビッグバン宇宙」の他に、神話的な法則に支配された「神話宇宙（ミス・ユニヴァース）」が存在し、怪獣は神話宇宙に属するために科学的束縛を受けないと解釈される。ただし、ビッグバン宇宙に属している人類が怪獣の死体を観察すると、その死体もビッグバン宇宙の要素からなるものになってしまうという。
パラダイム・シフト
多重人間原理によって導き出された、紀元前1000年ごろに起こったと言われる現象。当時の人類が明確な「意識」を持ったことによって地球の状態がビッグバン宇宙の物に収束し、それ以前に存在していた超自然的存在はそのほとんどが消滅していった。怪獣災害を起こすことによって今なお人々に認識され続けている怪獣は、数少ない例外であるとされている。
また、地球以外の惑星においては神話宇宙側にパラダイム・シフトが起こされたケースも存在しており、その惑星の住人がいわゆる「宇宙人」となっている。
S-1
気特対の備品であるROV。価格は1機で四億円、最高速度は44km/h以上。管理は海上自衛隊に委託されている。形状は魚雷に近く、先端にはライトと強化プラスチック製のカバーで覆われた水中カメラを装備。通常は海自のSH-60Jのパイロンに装着されており、コントロールはSH-60Jの機内からケーブルを介して行われる。
さくらの操縦によってシークラウドの調査に使用されたが、シークラウドを構成するエビの群れに巻き込まれて操縦不能となり、ケーブルを切断、喪失した。
ゾンド4号
ソビエト連邦がソユーズL1計画によって打ち上げたソユーズ7K-L1宇宙船。史実では地球周回軌道上での無人試験飛行が目的であったが、本作品ではアポロ8号に先駆けた有人月周回飛行が目的だったとされている。ソユーズ1号の事故などの影響もあって計画は極秘裏に進められ、対外的には無人飛行に見せかける偽装工作が行われていた。
1968年8月3日に、ヤミール・ドブロボリスキー、イリヤ、グレゴリーの宇宙飛行士3名を乗せてバイコヌール宇宙基地から打ち上げられたが、バン・アレン帯を突破した直後にヤミールが宇宙生物に寄生され、月周回軌道を半周する最中にイリヤとグレゴリーを捕食。その後、地球軌道上まで帰還した後に再突入モジュールを切り離し、ソビエト領内を目指し大気圏に再突入したが、途中で速度が低下したためコンゴ共和国・リクアラ地方に落下した。帰還中に体のコントロールを取り戻したヤミールが自分ごと宇宙生物を葬るべくメインパラシュートを破壊していたが、ヤミールは宇宙生物に操られて再突入モジュールから脱出してしまった。

## 既刊情報
- MM9（東京創元社）
  - MM9（単行本）2007年12月刊行 ISBN 978-4-488-01812-2
  - MM9（創元SF文庫）2010年6月刊行 ISBN 978-4-488-73701-6
  - MM9（iPad版電子書籍）2010年7月刊行
  - MM9（英訳版）2012年1月刊行 ISBN 978-1-4215-4089-4（刊行元：HAIKASORU）
- MM9―invasion―（東京創元社）
  - MM9―invasion―（単行本）2011年7月刊行 ISBN 978-4-488-01813-9
  - MM9―invasion―（iPad版電子書籍）2011年7月刊行
- MM9―destruction―（東京創元社）
  - MM9―destruction―（単行本）2013年5月刊行 ISBN 978-4-488-01816-0
  - MM9―destruction―（iPad版電子書籍）2013年5月刊行
- トワイライト・テールズ（角川書店）
  - トワイライト・テールズ（単行本）2011年11月刊行 ISBN 978-4-041-10059-2

## テレビドラマ
2010年7月7日より毎日放送テレビ（MBSテレビ）ほかにて『MM9-MONSTER MAGNITUDE-（エム・エム・ナイン モンスター・マグニチュード）』のタイトルで、全13話がテレビ放送された。石橋杏奈と尾野真千子のW主演。
本作品は毎日放送のテレビ放送と連動する形で、同時刻より情報端末iPad・iPhone向けにも本編が無料配信される予定となっていたが対応アプリの審査が間に合わず、とりあえずiPad専用ストリーミングで開始し、その後、第4回放送からiPadアプリ「MM9 for iPad」が公開され、公開時には1週間限定で第一話から第三話まで視聴可能になったほか、iPadではスピンオフ作品「MMY」が先行配信されていた。
エンディングでは原作に登場した全怪獣の影絵が登場しているが、この影絵を製作した飯塚定雄は『ウルトラマン』OPの怪獣影絵の製作者でもある。
放送時には各話サブタイトルはなく「第一話」などのナンバリングのみだった。「（樋口監督が）映画しかやったことがないので」付け忘れたとして、DVDでは公募したサブタイトルが使われた。

### 原作との違い
作者の山本は原作のそのままの映像化が難しいことは承知していたため、「自由にやってください」とドラマスタッフに内容を一任しており、そのため原作とは基本的な設定が共通しているだけで、ストーリーもキャラクターの設定も全く異なったドラマオリジナルとなっている。
伊藤和典は制作予算が少ない問題に対して、「全編で満遍なく毎回怪獣を出すと、全体的に寂しくなってしまう。一点豪華主義的に予算を使った方がいい」「怪獣は『自然災害』という状況の1つに過ぎないから、中々出てこないというのを売りにしよう」「映画だったら『怪獣を見る』ことが目的になるけど、連続シリーズでは必ずしもそうではない。『怪獣』という言葉で敬遠されない様にする」というアイディアで、特撮ファン以外にも門戸を広げる方向性で脚本を執筆した。
なお、前述のように山本は内容を一任したものの、その後ドラマの出来に落胆し、放映終了後に同人誌およびカクヨムに掲載した『MM9』番外編にてキャラクターたちの口を借りてドラマに対する辛辣な批判を述べている（これは山本自身の主張を代弁したものである）。
- 原作の主役は灰田涼。ドラマ版は藤澤さくらとその先輩にあたるドラマオリジナルキャラクターの朏万里（みかづき まり）のダブルヒロイン（「登場人物は皆主役級、物語がある」との尾野のインタビュー発言あり）[20]。
- ドラマ版の第一話はさくらが気特対に配属される前日である。
- 気特対の正式名称が原作の「気象庁特異生物対策部」に対して本作品では「気象庁特異生物部対策課」に変更されている。
- ドラマ版では劇中、原作で使われていた「怪獣」「妖怪」という語はほとんど使われず、MM0以上の特異生物は「M（エム：Monsterの略）」、それ未満は「S（エス：Supernatural Beingの略）」と分類されている。
- ドラマ版では多重人間原理についての言及がない。

### 気象庁特異生物部対策課（気特対）
藤澤 さくら（ふじさわ さくら）（19）
演 - 石橋杏奈
機動班。新人1年目。特殊機材や車両の運営を担当する。最年少であるにもかかわらず気特対の身内に対してはタメ口で接するなど上司に対して非常識な態度を取るが、これは「身内だったら対等な関係でいたい」「どうしてもかなわないと実感した相手にだけ敬語を使いたい」という「マイルール」があるため（外部の人間にはきちんと敬語で会話できる）。興奮すると九州弁になる。
朏 万里（みかづき まり）（25）
演 - 尾野真千子
機動班。4年目。生真面目な性格で、M対策の現場でも積極的に行動するが、付き合っている相手とは互いの仕事のため会えない日が続き溝が出来ている。自室では陸亀のタイチを飼育。さくらの教育係で、彼女と行動することが多い。
灰田 涼（はいだ りょう）（28）
演 - 高橋一生
機動班・班長。M出現時には現場の指揮を執るのが役目だが、ドラマ版では藤澤と朏にスポットが当たっているためやや影が薄い。プレイボーイぶりも原作通りであるが、同時に朏に対しても好意を抱いている様子が見られる。
森橋 光一郎（もりはし こういちろう）（27）
演 - 中村靖日
情報分析班。新人オペレーター。恋愛には消極的ないわゆる草食系男子で、スピンオフドラマでは山際と室町にいじられる役どころ。朏に好意を持っているらしいが積極的な姿勢は見せない。また、さくらに対して恐怖心を抱いているらしく、かかわろうとしない。
山際 俊夫（やまぎわ としお）（35）
演 - 松尾諭
情報分析班。ベテランオペレーター。少ない情報からMの正体を特定する解析能力があり、課長からの信頼も厚い。仲間思いでまじめな人物であるが、スピンオフではそれらが悪い方向へヒートアップしてしまうことも。
曽我部 健介（そがべ けんすけ）（年齢不詳）
情報分析班。社内引籠もりオペレーター。本部の室内に設置されたサーバー設備に隠れて後ろ姿や手だけの登場のみで、各話エンディングクレジットでは役者名は伏字。同じ室内にいる課内のスタッフとのコミュニケーションもメールやチャットで行う。「山が動いた」などと表現される通り、気特対の中でも特に異様な存在。
室町 洋二郎（むろまち ようじろう）（43）
演 - 皆川猿時
対策課・課長。元機動班・班長。体育会系で暑苦しいところもあるが、課を纏め上げるよきリーダー。5歳の息子がいる。スピンオフドラマではいらぬお節介を焼くことも多く、またフィリピンパブを原因とした離婚の危機に陥ることもあった。
案野 悠里 （あんの ゆり）（35）
演 - 加藤貴子
城南大学の数学者。オブザーバーとして所属。常に自分のペースを崩さない天然系の女性で、9歳の息子がいる。第6話では、昭和25年の自分の祖母・十宮園子の体に精神が転移するという体験をする。
久里浜 祥一 （くりはま しょういち）（48）
演 - 松重豊
特異生物部・部長。対外交渉や、Mの命名を行う。とぼけたようではあるがやはり気特対の人間であり、責任感は強い。
大村（おおむら）
演 - 河野まさと
気特対の広報官。高圧的な性格で気特対の面々に対して尊大に接する。やはり快く思われていなかったらしく、気特対の密着ドキュメンタリー番組のVHSテープを破損してしまった際には全員から無視を決め込まれた。
淡島 貴一（あわしま きいち）（27）
機動班。北海道に長期出張中のため、本編では登場せず。スピンオフドラマでは、気特対に北海道のウニを送ってきたが…。

#### その他
四元 良成（よつもと よしなり）
演 - 粟根まこと
つくば気象研究所 特異生物部・監視研究課（監研）・課長。研究のためならば手段は選ばない自己中心的な性格。第2話で研究所内でMの体細胞サンプルが脱走を起こしたときは、部下は全員平服なのに、自分だけが防護服をつけていた。
氷室 真琴（ひむろ まこと）
演 - 平山浩行
防衛省防衛政策局防衛政策課からの出向スタッフ。テレビドラマ版のオリジナル要素である「気特対と、M対策の全権を狙う自衛隊との微妙な関係」を体現するキャラクター。
伊豆野 幹生（いずの みきお）
環境省S対策審議会顧問の学者。四元とは協力関係にあるようだが劇中では名前のみの登場で、思惑は不明。また、原作と同一の設定を持っているのかも開かされていない。
八木橋 聡（やぎはし さとし）
M出現時にワイドショーなどで解説を行う怪獣評論家。気特対OBであり、スピンオフドラマでは気特対を訪れた。気特対からはあまり信用されていない。

### 主な登場M・S
Mが登場しないエピソードや、登場しても固有名が不明なエピソードもある。「M○号」と「怪獣○号」は同義と思われる。
二田良 秋津（ふたら あきつ）
演 - 橋本愛
桜ヶ丘中学校の女子生徒。見た目こそ普通の少女と変わりないが正体は人間離れした能力を持つS。中学校の学校新聞の取材でさくらら気特対メンバーと初めて接触した後、案野の精神を昭和25年の祖母・園子の身体に転移、行動させることにより水壷仙の誕生を阻止した。また、12話・13話でも登場しているが、目的や正体は不明。

粘性増殖怪獣 こんにゃく岩
第2話に登場。地元の伝承で「数十年に一度柔らかくなる」と言われていた松尾市岬ヶ原バン場瀬の海岸近くの岩礁。一昨年の調査で休眠状態のMであることが判明し、その年のM6号に認定。それ以降、気特対の定点観測対象になっている。実際に暴れたわけではないので、一般人からのMとしての認知度は低い。本体から採取された細胞サンプルから作成されたiPS細胞がつくば気象研究所で実験材料にされていたが、液状化して逃走。元の弁当箱ほどのサイズから最終的には人間よりも巨大化したが、急激な異常成長に耐え切れず自壊した。
『宇宙船 YEAR BOOK 2011』では、研究所の個体を「こんにゃく岩変異体」と記載している。
 ?
MMY EPISODE.02。MM3。北海道登別虎杖浜に出現したウニ型のM。

噴射怪獣 シッポン
第5話に登場。 怪獣8号。豚のような頭を持つ四足歩行の怪獣で、山梨県吠谷村（架空）に出現した。しっぽ状の二又の器官（のちに生殖器と判明）の先端から水蒸気と強烈な塩素臭を伴う体液を噴射し、道祖神にマーキング活動を行う。破壊の意思は無く、マーキング後は元々生息していた吠谷山へと帰ったが、自衛隊の総攻撃を喰らい体液に引火、山ごと大爆発を起こした。
アサマンダー
MMY EPISODE.05。浅間山に過去3回現れ（最後は昭和58年怪獣4号）、4回目の出現が警戒されていた。肉食。

斬鋭怪獣 ザメゴン
第9話に登場。突如として夜の街に出現した凶暴な怪獣。サメのような頭部、鋭い牙に長い爪、頭部に密生した触手が特徴的。設定上はサメの怪獣らしいが、同時にシッポンと同じ種類の怪獣であり、シッポンと異なり人食の性質がある。過疎化した村では餌が少ないために街へ降りてきたらしい。

伝説怪獣 ヌーさん
第9話に登場。昭和41年怪獣19号。MM4。新潟県飯里村（架空）に出現した雪男。幼体と思われる小型の個体の映像が撮影され、さくらと朏が地元猟師と共に捜索をした結果、村の過疎化を憂えた男が観光資源のために着ぐるみを着て出現をでっち上げていたことが判明。男は猟師によって着ぐるみから引きずり出され、警察に連行された。

廃屋怪人 バタバタさん
第9話に登場。茨城県ひたちなか市の廃墟に巣食うS。白い服を着た女性のような出で立ちで、長大な舌と両腕が特長。過去に心霊スポット目的に廃墟に侵入した人間たちを襲っており、事件の調査に訪れたさくら・朏・案野の3人と密着ドキュメンタリー番組のカメラマンを突如襲撃した。

植物音波怪獣 メガドレイク
第9話に登場。怪獣5号。大阪府吹田市の人口密集地に出現した巨大植物怪獣。唯一原作からの登場。

四翼怪獣 スカイウォーカー
第11話に登場。1999年M1号。耳らしき部位が非常に長いコウモリのような外見の怪獣で、4本の肢の巨大な皮膜により高速飛行する。観測網の空白域に現れ、早朝の神戸市と淡路島を襲撃し、甚大な被害をもたらした。原作の神戸の怪獣災害（現実の阪神・淡路大震災）に相当するが、時代設定のずれのためか1999年となっている。倒されず消息不明になったと思われるが、詳細不明。

古代怪獣 フルドネラ（老体）
第12話、第13話に登場。M1号。MM9前後と推定。本栖湖に出現した竜神。半ば老木のようになった乾き朽ちた体躯を持つ。本栖湖の伝承の古根龍神（ふるねりゅうじん）から「フルネドラ」（ドラはドラゴンの略）と命名すべきところを、久里浜が誤ってフルドネラと発表してしまった。第一話の卵から孵った幼体のフルドネラに殺された（『金枝篇』の「王殺し」になぞらえられている）。

古代怪獣 フルドネラ（幼体〜亜成体）
第13話に登場。M7号によって静岡県沼津志下海岸に産み落とされた卵から誕生、老体のフルドネラを噛み殺し、その後を継いだ。秋津は「せのうみの神」と呼んだ。

### キャスト

#### レギュラー・準レギュラー
- 藤澤さくら：石橋杏奈
- 朏万里：尾野真千子
- 灰田凉：高橋一生
- 森橋光一郎：中村靖日
- 山際俊夫：松尾諭
- 室町洋二郎： 皆川猿時
- 案野悠里、十宮園子：加藤貴子
- 久里浜祥一：松重豊
- 大村：河野まさと
- 氷室真琴：平山浩行
- 四元良成：粟根まこと
- 二田良秋津 ：橋本愛
- オープニング ナレーション：石坂浩二

#### ゲスト
※括弧内は話数
- 刑事：池田成志（1）
- 男：綾(1)
- 警察官：大根田良樹(1)
- おばちゃん：諸橋玲子(2)
- 警備員：佐藤タケシ(2)
- 荒鷲洋子：武光桂子(3)
- 山の精霊：武岡夢咲(4)
- 消防団員：渋谷正次(4)
- NHRレポーター：小野忍(5)
- ラジテレビアナウンサー：羽田沙織(5)
- テレビ新日本アナウンサー：上路雪江(5)
- TKBレポーター：貞平麻衣子(5)
- シッポン（スーツアクター）：吉田和宏(5)
- 十宮宗吉：國村隼(6)
- 達造：平賀雅臣(6)
- 通行人：庵野秀明(6)
- 桃：岡田茉奈(7)
- ナレーション：山寺宏一(9)
- 松田正晃：ピエール瀧(9)
- 村上竜：ふじやま竜(9)
- なべ / ヌーさん（スーツアクター）：なべやかん(9)
- バタバタさん（スーツアクター）：皆川萌(9)
- 花笠娘の店員：池野浩子(10)
- 七夕飾りの店員：田貫篤(10)
- 甲冑姿の店員:宮川正太郎(10)
- 舞妓さんの店員：智千代(10)
- 火勢鳥の店長：松田好太郎(10)
- 14歳の朏万里：蒼井涼香(11)
- 14歳の朏万里の父：美浪陽(11)
- 14歳の朏万里の母：落合ひとみ(11)
- 灰田の彼女：樋渡藍(11)
- さくらの父（声）：深見亮介(11)
- さくらの母（声）：井上祐子(11)
- 山際の奥さん：八木小緒里(11)
- 室町の奥さん：田実陽子(11)
- 室町の子供：中村亘花(11)
- 役場の職員：保積ペペ(12)
- 研究員：伊藤友樹(12)
- 本栖湖の警察官：森本宏明(12)

### スタッフ
- 企画：森山敦
- プロデューサー：登坂琢磨、宮川洋紀
- 総監督：樋口真嗣
- 監督：古厩智之 (#01,02,11)、及川中 (#03,04,10)、登坂琢磨 (#07,08)、田口清隆 (#05,09)
- 脚本：伊藤和典
- 音楽：斉藤恒芳
- ラインプロデューサー：橋内敬二
- テクニカルプロデューサー：佐々木宣明
- VFXプロデューサー：富澤睦夫
- 撮影：平田修久
- 照明：花岡正光
- 美術：平井淳郎
- VE：山根晋
- 録音：塩瀬昌彦
- 装飾：小田正志
- 編集：上野聡一
- スクリプター：柿崎徳子
- スタイリスト：棚橋公子
- ヘアメイク：五十嵐広美
- 特殊効果：岩田安司
- オンライン編集：伊藤裕之
- 音響効果：柴崎憲治
- MA：蜂谷博
- 選曲：石井和之
- 助監督：保坂克己
- 特技監督：田口清隆
- VFXスーパーバイザー：佐藤敦紀（Motor/lieZ）
- エンディング イラストデザイン：飯塚定雄
- 制作：ゼネラル・エンタテイメント
- 製作：「MM9」製作委員会、毎日放送テレビ

### 放映リスト
| 話数   | 放送日（MBS） | サブタイトル                   | 脚本                       | 監督     | 登場M・S                                                |
| ------ | ------------- | ------------------------------ | -------------------------- | -------- | ------------------------------------------------------- |
| 第1話  | 07月07日      | M確認ス、気特対出動セヨ!       | 伊藤和典                   | 古厩智之 | フルドネラ（卵）                                        |
| 第2話  | 07月14日      | マイルール                     | 伊藤和典                   | 古厩智之 | こんにゃく岩                                            |
| 第3話  | 07月21日      | 守ります 人と自然と この地球。 | 伊藤和典                   | 及川中   | 二田良秋津                                              |
| 第4話  | 07月28日      | 脱出!禁忌ノ森                  | 伊藤和典                   | 及川中   | 山の精霊                                                |
| 第5話  | 08月04日      | 吠谷町M防衛線                  | 田口清隆 樋口真嗣 伊藤和典 | 田口清隆 | シッポン                                                |
| 第6話  | 08月11日      | O mio babbino caro             | 伊藤和典                   | 樋口真嗣 | 水壷仙 二田良秋津                                       |
| 第7話  | 08月18日      | 山、動く                       | 伊藤和典                   | 登坂琢磨 |                                                         |
| 第8話  | 08月25日      | 認定                           | 伊藤和典                   | 登坂琢磨 |                                                         |
| 第9話  | 09月01日      | 密着!気象庁特異生物対策課24時  | 田口清隆                   | 田口清隆 | ザメゴン ヌーさん（着ぐるみ） バタバタさん メガドレイク |
| 第10話 | 09月08日      | 新世界                         | 伊藤和典                   | 及川中   |                                                         |
| 第11話 | 09月15日      | それぞれの聖夜（イヴ）         | 伊藤和典                   | 古厩智之 | スカイウォーカー                                        |
| 第12話 | 09月22日      | M、胎動                        | 伊藤和典                   | 樋口真嗣 | フルドネラ（卵・幼体・老体） 二田良秋津                 |
| 第13話 | 09月29日      | 終わりと始まり                 | 伊藤和典                   | 樋口真嗣 | フルドネラ（卵・亜成体・老体） 二田良秋津               |

### 放送局
| 放送対象地域 | 放送局                      | 放送期間                     | 放送日時                                                         | 放送系列                    | 備考                         |
| ------------ | --------------------------- | ---------------------------- | ---------------------------------------------------------------- | --------------------------- | ---------------------------- |
| 近畿広域圏   | 毎日放送テレビ（MBSテレビ） | 2010年7月7日 – 9月29日       | 水曜 25時30分 – 26時00分（–8月） 水曜 25時35分 – 26時05分（9月） | TBS系列                     | 制作局                       |
| 日本全域     | iPad iPhone                 | 2010年7月7日 – 9月29日       | MBSでの放送と 同時に配信開始                                     | iPad・iPhone向け ネット配信 | 放送連動配信 最新話1週間無料 |
| 東京都       | TOKYO MX                    | 2010年7月10日 – 10月2日      | 土曜 26時30分 – 27時00分                                         | 独立UHF局                   |                              |
| 日本全域     | BS-TBS                      | 2010年7月10日 – 10月2日      | 土曜 27時00分 – 27時30分                                         | BSデジタル放送              |                              |
| 中京広域圏   | CBCテレビ                   | 2010年7月16日 - 11月5日      | 金曜 26時30分 – 27時00分                                         | TBS系列                     |                              |
| 全世界       | ニコニコ生放送              | 2010年10月22日               | 金曜 20時00分 – 27時33分                                         | インターネット配信          | 全話一挙配信（MMYとも）      |
| 岩手県       | IBC岩手放送（IBC）          | 2010年12月8日 - 2011年3月9日 | 水曜 25時00分 – 25時30分                                         | TBS系列                     |                              |

| 毎日放送テレビ（MBSテレビ） 水曜深夜ドラマ枠 | 毎日放送テレビ（MBSテレビ） 水曜深夜ドラマ枠    | 毎日放送テレビ（MBSテレビ） 水曜深夜ドラマ枠   |
| 前番組                                       | 番組名                                          | 次番組                                         |
| -------------------------------------------- | ----------------------------------------------- | ---------------------------------------------- |
| アザミ嬢のララバイ （2010.4.21 - 2010.6.23） | MM9-MONSTER MAGNITUDE- （2010.7.7 - 2010.9.29） | 古代少女隊ドグーンV （2010.10.6 - 2010.12.22） |

### ソフト
DVD BOXがキングレコードから「期間限定版」として発売。
- MM9 DVD-BOX I - 2010/10/27発売、第1〜6話
- MM9 DVD-BOX II - 2010/11/26発売、第7〜13話

Blu-ray BOXがキングレコードから発売。
- MM9 Blu-ray BOX - 2016/7/27発売、第1話〜13話

### MMY 残ル業ニ給モ無シ
スピンオフのショートコメディシリーズ。3人の男性職員、室町・森橋・山際を中心に据え、気特対本部で残業をする彼らの様子をコミカルに描く。タイトルのMMYは彼らのイニシャル (Muromachi Morihashi Yamagiwa) である。
1話約10分で、話数は本編と同じ全13話。iPadアプリとして配信された。DVD BOX、Blu-ray BOXに映像特典として収録。